# 역합성분석
역합성분석(Retrosynthetic analysis)은 유기 합성 계획에서 문제를 해결하기 위한 기술이다. 이는 시약과의 잠재적인 반응성/상호작용에 관계없이 대상 분자를 더 간단한 전구체 구조로 변환함으로써 달성된다. 동일한 방법을 사용하여 각 전구체 재료를 검사한다. 이 절차는 단순하거나 상업적으로 이용 가능한 구조에 도달할 때까지 반복된다. 이러한 더 간단하고 상업적으로 이용 가능한 화합물은 표적 분자의 합성을 형성하는 데 사용될 수 있다. E.J. 코리는 자신의 저서 화학합성의 논리(The Logic of Chemical Synthesis)에서 이 개념을 공식화했다.
역합성분석의 힘은 합성 설계에서 분명해진다. 역합성 분석의 목표는 구조를 단순화하는 것이다. 종종 합성에는 하나 이상의 가능한 합성 경로가 있다. 역합성은 다양한 합성 경로를 발견하고 이를 논리적이고 간단한 방식으로 비교하는 데 매우 적합하다. 구성 요소가 이미 문헌에 존재하는지 여부를 결정하기 위해 분석의 각 단계에서 데이터베이스를 참조할 수 있다. 이 경우 해당 화합물에 대한 추가 탐색이 필요하지 않다. 해당 화합물이 존재하는 경우 합성에 도달하기 위해 개발된 추가 단계의 출발점이 될 수 있다.

## 같이 보기
- 유기 합성
- 전합성